# Magnezijev prah
Magnezijev prah izhaja iz magnezija, osmega najpogostejega kemičnega elementa (simbol Mg), ki sestavlja okoli 2% zemljine skorje. Kemijsko je magnezij vezan v mineralih, morski vodi in organizmih. Uporablja se ga v pirotehniki, predvsem pa v zlitinah v avtomobilski industriji, letalski in v fotografiji za bliskavico. Uporablja se tudi v zdravstvu, kot dodatek za odpravljanje različnih tegob (potenje, pri živalih, kot dodatek k prehrabenim izdelkom...).
Magnezij je bil odkrit v letu 1808, in sicer v mestecu Magnesia v Mali Aziji. Tu so že v starem veku poznali železovo rudo, ki jo danes imenujemo magnetit. V 18. stoletju so manganovo rudo zamenjali za magnetit in od tukaj je tudi magnezij dobil ime po tem mestu. 

## Sestava s podatki o nevarnih sestavinah
Pri gorenju magnezija s kisikom ali zrakom pa nastane MgO magnezijev oksid (prah), bele barve, ki pa ima drugačne kemijske lastnosti kot magnezij. Občutno večje ima vrelišče 3600 °C, atomsko maso 40,3044 g/mol in tališče 2800 °C. Pri gorenju mora biti vsota naboja enaka nič, to pomeni, da se mora z enim magnezijevim ionom povezati en oksidni ion, zato je formula magnezijevega oksida MgO.
Mg2+ + O2- = MgO.
Primer pridobivanja magnezijevega prahu: kos magnezijevega traku prižgemo s plinskim gorilnikom. Goreč magnezijev trak držimo nad keramično ploščo. Magnezij gori z blesčečo svetlobo nastane bel prah. Gorenje magnezija je snovna in energijska sprememba. Snovna zato, ker nastane magnezijev oksid (bel prah). Energijski pa zato, ker se sproščata svetloba in toplota. 
Ob delu z magnezijevem prhom se ga sproša v prostor cca 4mg/m3.

## Ugotovitve o nevarnih lastnostih
Vdihavanje magnezijevega prahu oziroma hlapov lahko razdraži dihalno verigo. Kot simptomi se lahko pojavijo kašelj, bolečina v prsih ter vročina. Koščki magnezija, ki se zažrejo v kožo, lahko povzročijo izpuščaje, stopljen magnezij pa hude opekline. Pri gorenju proizvaja žarečo belo svetlobo. Gledanje lahko povroči okvaro oči. Hlapi povzročajo zaspanost in omotnico. V primeru omotnice, obvezno dovajanje svežega zraka, v primeru težav pa obvezen obisk zdravnika. Ob primeru da gre že za večjo zastrupitev in da poškodovanec ne diha, obvezno nuditi umetno dihanje.Pri nosečnicah pa lahko ob izpostavljenosti magnezijevemu prahu, ta skodi še nerojenemu otroku.

## Ukrepi za prvo pomoč
V primeru vdihavanja hlapov magnezija, se pomaknite stran, na mesto, kjer boste vdihavali svež zrak. Če pride do kakršnihkoli problemov z dihanjem, takoj poiščite medicinsko pomoč.
Pri zaužitju magnezija se ne siliti k bljuvanju. Zaužijte veliko količino vode. Pazite, da z usti ne pridete v stik z drugo osebo.
Če pride magnezij v velikih količinah v stik s kožo, odstranite vsa okužena oblačila, kožo pa dobro sperite oziroma umijte z vodo in milom. Če se draženje kože nadaljuje, poiščite medicinsko pomoč.
V primeru stika z očmi le te sperite z veliko količino vode. Spirajte vsaj 15 minut. Vsake toliko časa poskušajte dvigniti eno in drugo veko. Če se draženje nadaljuje, poiščite medicinsko pomoč.

## Ukrepi ob požaru
Temperatura samovžiga je pri 473 oC. Če temperatura doseže vrednost, kjer se magnezij prične topiti, lahko pride do vnetja in posledično do požara. Če imamo v zraku zadostno količino magnezijevega prahu, ter izpolnjene pogoje samovžiga, lahko pride do eksplozije. Minimalna količina, ki za to zadostuje je 0,030 gram/liter. Voda v kombinaciji z gorečim magnezijem proizvede vodik in lahko povzroči eksplozijo.
Magnezija se ne gasi z vodo. Najbolj učinkovito sredstvo za gašenje magnezija je prah. Gasilni aparat mora imeti oznako D. Kot gasilno sredstvo se lahko uporablja tudi suhi grafit, natrijev klorid v prahu, suhi pesek, cement, če je le ta primerno hranjen in ni v trdem stanju. Magnezijev prah je treba gasiti z "D" prahom, ki ga počasi nanašamo nad ogenj, da se ne premeša z magnezijevim prahom, ker bi v tem primeru zgorel. Za gašenje v obratih, kjer uporabljajo magnezijev prah, se nameščajo gasilni aparati na "D" prah, s posebnimi ustniki v obliki ročke od tuša. Prah skozi ustnik teče zelo počasi in ga je moč dobesedno nalagati na goreči prah.

## Ukrepi ob nezgodnih izpustih
Ob izpustu je treba čim prej umakniti izvor le tega. V kolikor gre za zaprt prostor, ga je treba dobro prezračiti. Uporabljati je treba osebna varovalna zaščitna sredstva (očala, rokavice, dolge rokave in v kolikor gre za goreč magnezij, tudi obleko odporno na vročino). Material, ki je ušel nadzoru, je treba spraviti skupaj in ga primerno uskladiščiti v suh, pokrit, kovinski zabojnik oziroma kontejner, kjer bo ponovno na voljo za uporabo, ali pripravljen na odvoz. Pri zbiranju oziroma odstranitvi magnezijevega pragu, ne uporabljati vode, v kolikor pa prah pride v stik z vodo, je treba z njim ravnati zelo previdno. Lahko pride do generiranja vodika, kar lahko privede do požara oziroma eksplozije. Območje je treba evakuirati. Ob nevarnosti, da bi prišlo do onesnaženosti okolja ali vodnih virov obvezno obvestiti za to pristojne službe.

## Ravnanje z nevarno snovjo/pripravkom in skladiščenje
Magnezijev prah je treba hraniti v tesno zaprtem zabojniku. Mesto skladiščenja mora biti hladno, suho in dobro prezračeno. Hraniti ločeno od oksidacijskih sredstev, klora, broma, joda in od vseh predmetov ob katerih lahko pride do samovžiga. Kajenje v območju skladiščenja je prepovedano. S praznim zabojnikom je treba ravnati previdno, kajti po vsej verjetnosti bo še vedno vseboval določeno količino prahu in tako še naprej predstavljal nevarnost. Za delo z magnezijevim prahom moramo imeti zaščitna sredstva kot so: zaščita dihal, zaščitna obleka in rokavice. Prostor kjer se pridobiva magnezijev prah mora biti doro zračen in mora ustrezati vsem varstvenim predpisom.

## Nadzor nad izpostavljenostjo/varnost in zdravje pri delu
Zaščita dihal
Ob intenzivnejšem ali daljšem izpostavljanju uporabiti dihalni aparat, ki je neodvisen od krožečega zraka pri manjši obremenitvi zadostuje zaščitna maska s filtrom
Zaščita rok
Rokavice odporne proti prahu, v primeru požara pa negorljive rokavice.
Zaščita oči
Zaščitna očala, ki dobro tesnijo ali obrazni ščit
Zaščita kože
Obleka odporna proti prahu, v primeru požara pa negorljiva obleka.

## Toksikološki podatki
Draži kožo, oči in dihala. Če se absorbira skozi kožo lahko vpliva na notranje organe, znaki so vidni na koži v obliki rdečice. Če ga absorbiramo skozi dihala pri vdihavanju povzroča kašelj, kihanje, nahod, glavobol, bolečino v prsih. Če ga zaužijemo povzroča vnetje želodca, trebušno bolečino, bruhanje, drisko. Potrebno takojšnje zaužitje dveh kozarcev vode in pregled pri zdravniku.

## Ekotoksikološki podatki
Je škodljiv vodnim organizmom, živalim.